# Trypodendron
Trypodendron är ett släkte av skalbaggar som beskrevs av Stephens 1830. Trypodendron ingår i familjen vivlar.

## Bildgalleri

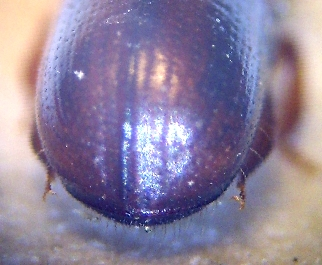
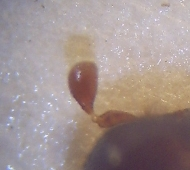
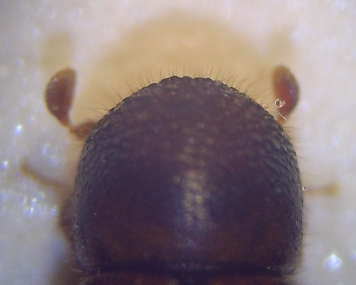
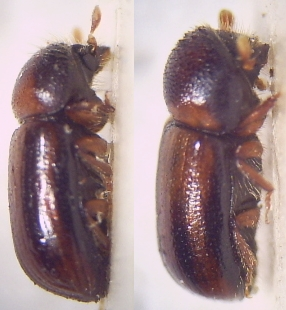
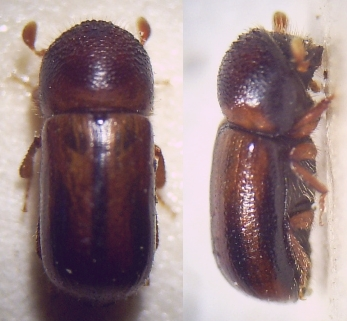
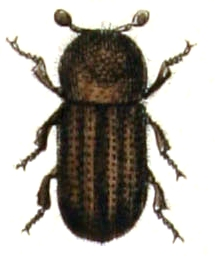

## Dottertaxa tillTrypodendron, i alfabetisk ordning[1][2]
- Trypodendron apicalis
- Trypodendron ashuensis
- Trypodendron betulae
- Trypodendron borealis
- Trypodendron dispar
- Trypodendron domesticum
- Trypodendron dorjitenzingi
- Trypodendron gaimaensis
- Trypodendron granulatum
- Trypodendron impressum
- Trypodendron laeve
- Trypodendron lineatum
- Trypodendron lineellus
- Trypodendron majus
- Trypodendron melanocephalus
- Trypodendron mericionale
- Trypodendron meridionale
- Trypodendron nigrum
- Trypodendron niponicum
- Trypodendron obtusum
- Trypodendron pauper
- Trypodendron piceum
- Trypodendron ponderosae
- Trypodendron proximum
- Trypodendron pubipennis
- Trypodendron pulchellum
- Trypodendron retusum
- Trypodendron rufitarsis
- Trypodendron scabricollis
- Trypodendron signatum
- Trypodendron sinensis
- Trypodendron sordidus
- Trypodendron suturale
- Trypodendron toracalis
- Trypodendron tropicus
- Trypodendron vittiger